# Félix Gras
Pour les articles homonymes, voir Gras.

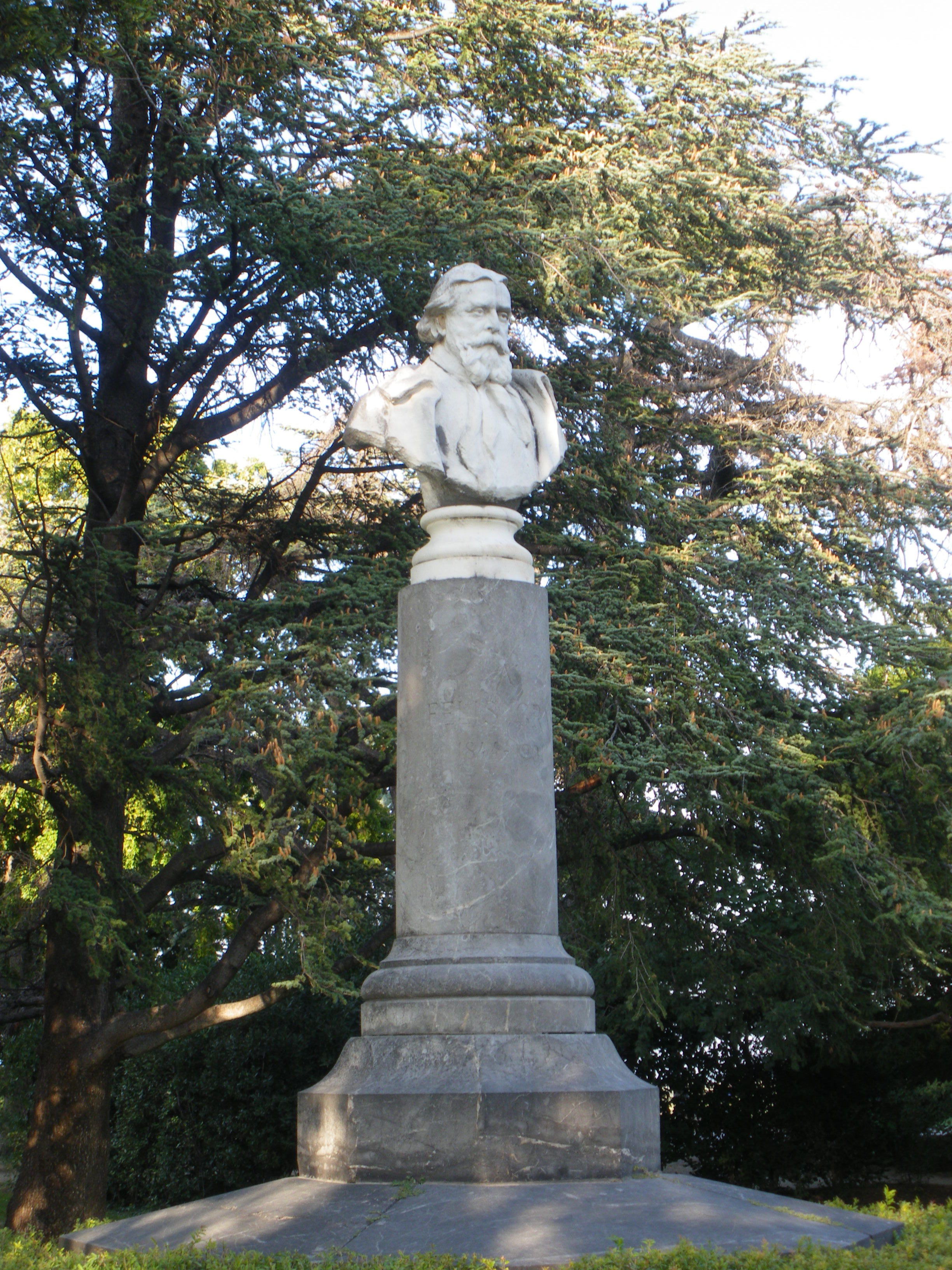
Statue de Félix Gras élevée sur le Rocher des Doms d'Avignon.

Félix Gras né à Malemort-du-Comtat le 3 mai 1844 et mort à Avignon le 4 mars 1901, est un poète, magistrat et notaire français.
Auteur de langue provençale, il fut capoulié du Félibrige à la suite de son beau-frère Joseph Roumanille.

## Biographie

### Jeunesse
Fils de Marie-Rose Bouscarle et de Jean-Pierre Gras, agriculteur aisé, il commença ses études au petit séminaire de Sainte-Garde, à Saint-Didier et les acheva à Béziers au Pensionnat tenu par les Frères des écoles chrétiennes jusqu'en 1860. Il découvrit la poésie à travers Homère et Mirèio (Mireille) paru en 1859. De retour dans le Vaucluse, il assista aux triomphes des félibres de la première génération et décida de suivre leurs traces. Cette voie lui fut facilitée par le mariage de sa sœur, en 1863, la félibresse Rose-Anaïs (1841-1920) avec Joseph Roumanille qui s'étaient connus aux « Jeux Floraux » d'Apt. Son talent et son enthousiasme conquirent immédiatement Frédéric Mistral.

### Poète et républicain
D'abord clerc, chez Jules Giéra, frère de Paul Giéra il s'installa ensuite comme notaire à Villeneuve-lès-Avignon. Ce fut là que ses convictions républicaines s'affirmèrent. Sa première pièce, La Carmagnole fut interdite et il cacha chez lui, en 1871, Peloux, un des dirigeants de la Commune de Marseille recherché par la police. Il réussit à faire publier, en 1876, son premier poème Li Carbonnié dans lequel il évoque le vin de 1792, qui fermente dans les cœurs pour chasser les princes du pouvoir. Ce fut en 1878 qu'il épousa la nièce de Roumanille et il se fit nommer juge de paix à Avignon, en avril 1879.
D'autres œuvres suivirent dont Toloza, en 1881, et Lou Roumencero Provençau en 1887. Alors qu'il rencontre Alphonse Daudet et Bonaparte Wyse, descendant irlandais de l'empereur, et éminent provençaliste, il fait publier Lou catechisme dou bon félibre qui parut ensuite dans le journal l'Aïoli. S'étant lié d'amitié avec Paul Saïn qui fit de lui plusieurs portraits.
Il profita de la célébration du premier centenaire de la Révolution pour balayer les ultimes tentatives de dénigrements de celle-ci y compris chez les félibres tenants de la restauration monarchique. Ce qui lui valut de faire, en 1891, le discours d'inauguration du Monument du centenaire du rattachement d'Avignon à la France, en 1890 en présence de Sadi Carnot, président de la République. Puis, un an plus tard, alors qu'il venait d'être nommé Capoulié du Félibrige, de prononcer un fervent discours républicain à Carpentras. En cette même année 1891, parait son recueil Li Papalino.

### Le Félibre rouge
Il se consacra dès lors à son œuvre majeure, Li Rouge dóu Miejour (Les Rouges du Midi), qui lui valut une réputation nationale et internationale. Publiée d'abord en feuilleton dans le journal Le Temps, son épopée révolutionnaire parue conjointement à New York et en Angleterre où elle fit l'admiration du premier ministre Gladstone en 1896.
Traduit ensuite en suédois, son ouvrage fut publié en 1900 en français par l'éditeur de Victor Hugo. À côté du succès de librairie qu'elle provoqua, cette édition lui valut les foudres de Charles Maurras et les réserves de Frédéric Mistral qui dénonça « un carnaval et un bourbier politicien extraordinaires ». Le poète décéda en 1901 et sur sa tombe à Malemort, il avait voulu que fût gravé :

« Ame moun vilage mai que toun vilage, ame ma Prouvènço mai que ta prouvinço, ame la Franço mai que tout 
(J'aime mon village plus que ton village, j'aime ma Provence plus que ta province, j'aime la France plus que tout). »

## Œuvres
L'œuvre poétique de ce fervent républicain tranche par le choix de ses thèmes avec celle des autres poètes de langue provençale de son époque. Il écrivit deux épopées Li Carbounié et Tolosa ainsi que des romances réunies dans Lou Roumancero prouvençau. Ses deux œuvres les plus connues sont Li Papalino, où il décrit Avignon au temps des papes à la manière de  Boccace et son chef-d'œuvre Li Rouge dóu Miejour. Ce grandiose récit épique, relate la montée du « bataillon des Marseillais » et des Provençaux à Paris pour aller défendre la Révolution en chantant la Marseillaise.
- Li Carbounié (Les Charbonniers), 1876
- Toloza (Toulouse), 1882
- Lou Roumancero prouvençau (Le Romancero provençal), 1887
- Li Papalino (Les Papalines), 1891
- Li Rouge dóu Miejour (Les Rouges du Midi), 1896